# Dieter Meindl
Hans-Wolf Dieter Meindl (* 6. Februar 1941; † 3. Februar 2022) war ein deutscher Amerikanist und Hochschullehrer.

## Leben und Wirken
Dieter Meindl studierte Anglistik und Romanistik. 1965 erwarb er einen Magistergrad für vergleichende Literaturwissenschaft an der University of Arkansas. 1967 absolvierte er das Staatsexamen für den höheren Schuldienst und promovierte 1972 an der Universität Erlangen über William Faulkner, wo er seit 1967 als wissenschaftlicher Assistent tätig war. Im Jahre 1979 habilitierte er sich dort für Nordamerikanische Literatur. Einige Zeit arbeitete er an dieser Universität als Akademischer Oberrat bzw. Privatdozent. 1982 wurde er dort zum Professor ernannt. Eine Lehrstuhlvertretung hatte er 1990/91 an der Universität Augsburg inne. 2006 trat er in den Ruhestand.
In seinen Veröffentlichungen beschäftigte sich Meindl sowohl mit der Literatur der USA und als auch der kanadischen Literatur.

## Veröffentlichungen (Auswahl)
- Bewußtsein als Schicksal. Zur Struktur und Entwicklung von William Faulkners Generationenromanen (= Amerikastudien, Bd. 39). Metzler, Stuttgart 1974, ISBN 3-476-00286-1 (= Dissertation Universität Erlangen).
- Der amerikanische Roman zwischen Naturalismus und Postmoderne 1930–1960. Eine Entwicklungsstudie auf diskurstheoretischer Grundlage (= American studies, Bd. 57). Fink, München 1983, ISBN 3-7705-2123-4 (= Habilitationsschrift Universität Erlangen).
- Kanadas Verhältnis zu den USA  im Spiegel seiner Literatur. In: Dieter Meindl (Hrsg.): Zur Literatur und Kultur Kanadas. Eine Erlanger Ringvorlesung (= Erlanger Studien, Bd. 54). Palm & Enke, Erlangen 1984, S 173–194, ISBN 3-7896-0154-3.
- Hemingway und Faulkner. Companions in modernism. In: Dieter Meindl (Hrsg.): Mythos und Aufklärung in der amerikanischen Literatur. Zu Ehren von Hans-Joachim Lang (= Erlanger Forschungen, Reihe A, Bd. 38). Universitätsbibliothek Erlangen-Nürnberg 1985, S. 375–398, ISBN 3-922135-43-9.
- Zwei Hauptvertreter der Erzählliteratur der 50er und 60er Jahre: Saul Bellow und Norman Mailer In: Gerhard Hoffmann (Hrsg.) Der zeitgenössische amerikanischer Roman. Bd. 2 (= UTB, Bd. 1195). Fink, München 1988, S. 53–101, ISBN 3-7705-2084-X.
- American fiction and the metaphysics of grotesque. University of Missouri Press, Columbia 1996, ISBN 0-8262-1079-1.
- North American encounters. Essays in U.S. and English and French Canadian literature and culture (= Erlanger Studien zur Anglistik und Amerikanistik, Bd. 3). LIT, Münster 2002, ISBN 3-8258-6110-4.
- Un-(Reliable) Narration from a Narrator-Centered Narratology. In: John Pier (Hrsg.): The dynamics of narrative form. Studies in Anglo-American narratology (= Narratologia, Bd. 4). de Gruyter, Berlin 2002, S. 59–82, ISBN 978-3-11-018314-6.
- Modernism, Prairie Fiction, and Gender: Sinclair Ross 'The Lamp at Noon" (1938). In: Reingard M. Nischik (Hrsg.): The Canadian short story. Interpretations. Camden House, Rochester, NY 2007, S. 105–116, ISBN 1-57113-127-2.
- Nazi Germany in American fiction. Thomas Wolfe und Thomas Pynchon. In: Katharina Gerund/Heike Paul (Hrsg.): Die amerikanische Reeducation-Politik nach 1945. Transcript-Verlag, Bielefeld 2015, S. 185–206, ISBN 3-8376-2632-6.